# Байрак (Кемеровская область)
Байрак — деревня в Промышленновском районе Кемеровской области. Входит в состав Тарабаринского сельского поселения.

## География
Центральная часть населённого пункта расположена на высоте 175 метров над уровнем моря.

## Происхождение названия
Слово байрак происходит от тюркского «балка»; так обычно называется сухой, неглубоко взрезанный овраг, зачастую зарастающий широколиственным лесом.
Слово байрак распространено на юге Европейской части СССР, в лесостепной и степной зоне. От названия «байрак» происходит название байрачных лесов, где растут обычно следующие породы деревьев — дуб, клён, вяз, ясень, липа.
На территории современной России имеются минимум семь сёл с названием Байрак.

## Население
По данным Всероссийской переписи населения 2010 года, в деревне Байрак проживает 360 человек (177 мужчин, 183 женщины).